# Agrilus inadai
Agrilus inadai es una especie de insecto del género Agrilus, familia Buprestidae, orden Coleoptera.
Fue descrita científicamente por Fukutomi, en 2006.